# التویدلباخ
التویدلباخ (به آلمانی: Altweidelbach) یک شهر در آلمان است که در راینلاند-فالتس واقع شده‌است.

## خصوصیات
التویدلباخ ۴٫۱ کیلومترمربع مساحت دارد ۴۱۲ متر بالاتر از سطح دریا واقع شده‌است.